# Flughafen Malindi

i7
i11
i13
Der Flughafen Malindi (englisch Malindi Airport, IATA-Code: MYD, ICAO-Code: HKML) ist ein Flughafen in Kenia. Er liegt westlich des zentralen Geschäftsviertels der Stadt Malindi im Kilifi County im Südosten Kenias an der Küste des Indischen Ozeans.  Er ist ungefähr 485 Kilometer (auf der Straße) und ungefähr 411 Kilometer  auf dem Luftweg südöstlich des internationalen Flughafens Jomo Kenyatta, dem größten Flughafen Kenias, entfernt. Der Flughafen ist ein mittelgroßer Flughafen, der die Stadt Malindi bedient und auf einer durchschnittlichen Höhe von 27 m über dem Meeresspiegel liegt. Der Flughafen verfügt über zwei Bitumenpisten.

## Geschichte
Die kenianische Regierung finanzierte die Modernisierung und Erweiterung des Terminalgebäudes des Flughafens Malindi, den Bau eines neuen Kontrollturms und die Sanierung der Start- und Landebahnen. Die Upgrades wurden zwischen 2011 und 2012 von Dickways Construction durchgeführt und kosteten KES: 200 Millionen (ca. USD 2 Millionen). Im Jahr 2016 begannen die Arbeiten zur Vergrößerung des Vorfelds, um mehr Flugzeuge aufzunehmen, der Bau eines 7,5 Kilometer langen Zauns und der Bau einer Parkanlage für 500 Fahrzeuge. Diese Phase wird voraussichtlich im Dezember 2016 abgeschlossen. Die Arbeiten wurden durch einige Einzelpersonen und Gruppen verzögert, die eine Entschädigung für das für die Erweiterung benötigte Land forderten. Im Januar 2018 stellte die National Land Commission of Kenya 424 Millionen KSh (ca. 4,24 Millionen US-Dollar) zur Verfügung, um 175 Landbesitzer für 25 Hektar Land zu entschädigen und den Weg für die Flughafenerweiterung zu ebnen.

## Fluggesellschaften und Ziele
Unter anderen starten die Fluggesellschaften Fly540, Jambojet Kenya Airways, und Mombasa Air Safari von diesem Flughafen.